# New Ash Green
New Ash Green est un village du Kent, en Angleterre.